# Muhammad bin Abd al-Rahman Al Sa'ud
Muḥammad bin ʿAbd al-Raḥmān Āl Saʿūd (in arabo محمد بن عبد الرحمن بن فيصل آل سـعود‎?; 1882 – 25 luglio 1943) è stato un principe e politico saudita, membro della famiglia reale Āl Saʿūd. Era figlio di Abd al-Rahman bin Faysal Al Sa'ud, imam del Secondo Stato Saudita. Fu uno dei primi sostenitori del fratello Abd al-Aziz. Tuttavia quest'ultimo e Muhammad si scontrarono nel tentativo di piazzare i rispettivi figli nella linea di successione al trono. Questo conflitto può aver portato alla morte di Khalid, suo figlio primogenito. In seguito perse ogni potere politico.

## Biografia
Vi è incertezza per quanto riguarda la sua data di nascita. Alcuni affermano che fosse più vecchio di suo fratello, il futuro re Abd al-Aziz, un fattore importante per le sue ambizioni politiche.
Seguì la sua famiglia nell'esilio in Kuwait, dopo il crollo del Secondo Stato Saudita nel 1891. Nel 1902 guidò con Abd al-Aziz la conquista del forte di Masmak e di Riad. Nel 1920, Muhammad e suo figlio Sa'ud vennero inviati per conquistare la Provincia di Ha'il. Nel 1924, terminato il processo di conquista, venne nominato governatore della Provincia della Mecca. Lasciò l'incarico l'anno successivo.
Il principe morì il 25 luglio 1943.

## Vita personale
Il principe si sposò cinque volte ed ebbe trentuno figli, quattordici maschi e diciassette femmine.
Il suo figlio maggiore, Khalid (1904 - 1938), nel 1934 sposò Noura, l'unica sorella del futuro re Faysal. Khalid rimase ucciso in un incidente stradale presso Al Dahna, sulla strada per il Kuwait. Un altro figlio, Fahd (1904 - ?), sposò Sheikha, figlia di re Abd al-Aziz, e fu governatore della Provincia di al-Qasim.
Uno dei suoi pronipoti, Khalid bin Sa'ud, è un alto funzionario presso il Ministero degli Affari Esteri. La figlia di Khalid bin Sa'ud è sposata con Sa'ud bin Khalid, figlio di Khalid bin Faysal, l'attuale governatore della Provincia della Mecca e figlio del defunto re Faysal. Altri pronipoti sono direttori della Fondazione Re Faysal. Per esempio Bandar bin Sa'ud bin Khalid Al Sa'ud è vice direttore delegato della fondazione.